# 泰栄院
泰栄院（たいえいいん、? - 元和5年10月25日（1619年11月30日））は、安土桃山時代から江戸時代初期にかけての女性。徳川家康の側室。名は仙。父は武田家の旧臣である宮崎泰景。

## 生涯
甲斐国・武田家の旧臣である宮崎泰景の娘として生まれる。
天正年間に徳川家康に召し出され奥勤めを始める。家康との間に子女は生まれなかった。
家康没後の元和5年10月25日（1619年11月30日）、駿府にて死去。戒名は泰栄院宗譽昌清大姉。藤枝市の浄念寺に埋葬されたが、後に信濃の駒場（現在の長野県阿智村）の浄久寺に改葬されている。浄久寺は後に火災や山崩れなどの度重なる災害に遭ったため、泰栄院の墓を特定することが出来なくなっている。
現在は同じく家康の側室である雲光院が開基した京都府京都市の上徳寺に供養塔が残る。同寺には泰栄院と雲光院の墓碑が並んで建立されているが、これは2人の実父が共に武田家の旧臣であった関係によるものと考えられる。